# Podostemaceae
Podostemaceae, velika biljna porodica u redu malpigijolike. Pripada joj tristotinjak priznatih vrsta u 50 rodova. Ime porodice došlo je po rodu Podostemum.

## Opis
Podostemaceae su porodica riječnog bilja, dikotiledonih cvjetnica iz reda Malpighiales, s 48 rodova i 270 vrsta koje izgledaju poput mahovina, jetrenjarki, algi, pa čak i lišajeva, a žive na stijenama u brzim rijekama i slapovima. Mnogim vrstama nedostaju i stabljike i lišće; fotosinteza se umjesto toga odvija u visoko modificiranom, vrpčastom talusu (vegetativno biljno tijelo) na kojem se ponekad razvijaju sekundarni izdanci koji cvjetaju i nose lišće. Sok mnogih vrsta je mliječan. Nekoliko vrsta nalazi se izvan tropskih i suptropskih područja. Jedan predstavnik, “riječna trava” (Podostemum ceratophyllum), raste u plitkim potocima u Sjevernoj Americi od zapadnog Quebeca prema jugu do Georgije i Arkansasa.
Cvjetovi nastaju tek nakon što su biljke određeno vrijeme izložene zraku zbog pada razine vode. Nakon što sjeme sazrije, baca se na stijene tijekom sušne sezone, a klija kada se vrati vlažna sezona. Sjemenke mnogih su ljepljive i lijepe se za kamenje i noge ptica, čime se distribuiraju u nova staništa. Sićušni cvjetovi bez latica, koji su dvospolni, pojedinačni su ili se pojavljuju u grozdovima i stoje na relativno dugoj peteljci unutar omotača poput čaše. Prašnici (muški dijelovi koji proizvode pelud) obično imaju jedan do četiri i svi su na jednoj strani cvijeta. Plodnica je dvo- ili trokomorna s jednakim brojem stilova (produljeni gornji dijelovi plodnice koji primaju pelud), au svakoj komorici ima mnogo jajnih stanica. Plodovi su višesjemeni listići.
Glavni rodovi su Apinagia (50 vrsta, tropska Južna Amerika), Ledermanniella (43 vrste, tropska Afrika i Madagaskar), Rhyncholacis (25 vrsta, sjeverna tropska Južna Amerika), Marathrum (25 vrsta, Srednja Amerika i sjeverozapadna tropska Južna Amerika), Podostemum (17 vrsta, svjetski tropici i suptropici), Dicraea (12 vrsta, tropici Azije i Afrike), Hydrobryum (10 vrsta, istočni Nepal, Assam i južni Japan), Castelnavia (9 vrsta, Brazil), Mourera (6 vrsta , sjeverna tropska Južna Amerika) i Oserya (7 vrsta, Meksiko do sjeverne tropske Južne Amerike). Većina od preostalih 35 rodova sadrži samo po jednu ili dvije vrste.

## Rodovi
1. Angolaea Wedd.
2. Apinagia Tul.
3. Autana C.T.Philbrick
4. Castelnavia Tul. & Wedd.
5. Ceratolacis (Tul.) Wedd.
6. Cipoia C.T.Philbrick, Novelo & Irgang
7. Cladopus H.Möller
8. Ctenobryum Koi & M.Kato
9. Cussetia M.Kato
10. Dalzellia Wight
11. Diamantina Novelo, C.T.Philbrick & Irgang
12. Dicraeanthus Engl.
13. Djinga C.Cusset
14. Endocaulos C.Cusset
15. Farmeria Willis ex Hook.f.
16. Hanseniella C.Cusset
17. Hydrobryum Endl.
18. Hydrodiscus Koi & M.Kato
19. Indodalzellia Koi & M.Kato
20. Indotristicha Royen
21. Inversodicraea Engl. ex R.E.Fr.
22. Laosia Koi, Won & M.Kato
23. Lebbiea Cheek
24. Ledermanniella Engl.
25. Leiothylax Warm.
26. Letestuella G.Taylor
27. Lophogyne Tul.
28. Macropodiella Engl.
29. Marathrum Bonpl.
30. Mourera Aubl.
31. Noveloa C.T.Philbrick
32. Oserya Tul. & Wedd.
33. Paleodicraeia C.Cusset
34. Paracladopus M.Kato
35. Podostemum Michx.
36. Polypleurum (Tul.) Warm.
37. Rhyncholacis Tul.
38. Saxicolella Engl.
39. Sphaerothylax Bisch. ex C.Krauss
40. Stonesia G.Taylor
41. Terniopsis H.C.Chao
42. Thawatchaia M.Kato, Koi & Y.Kita
43. Thelethylax C.Cusset
44. Tristicha Thouars
45. Weddellina Tul.
46. Wettsteiniola Suess.
47. Willisia Warm.
48. Winklerella Engl.
49. Zehnderia C.Cusset
50. Zeylanidium (Tul.) Engl.